# Jama miednicy

Jamy ciała ludzkiego.

Jama miednicy (łac. cavum pelvis) – w anatomii człowieka przestrzeń w obrębie miednicy mniejszej (pelvis minor), położona w najniższej części tułowia, poniżej kresy granicznej, której ściany tworzą kości miedniczne (z wyjątkiem talerzy kości biodrowych), kość krzyżowa, kość guziczna, i mięśnie dna miednicy. Wysłana jest powięzią ścienną miednicy (fascia pelvis parietalis).
W jamie miednicy znajduje się:
- końcowa część okrężnicy esowatej
- odbytnica
- część moczowodów
- pęcherz moczowy
- u kobiet
  - jajniki
  - jajowody
  - macica
  - pochwa
- u mężczyzn
  - nasieniowody
  - gruczoł krokowy
  - pęcherzyki nasienne
  - gruczoły opuszkowo-cewkowe.

Topograficznie jamę miednicy można podzielić na kilka przestrzeni, jak np. dół kulszowo-odbytniczy, przestrzeń krocza głęboka i powierzchowna.
Jama miednicy od dołu jest zamknięta przez układ mięśni poprzecznie prążkowanych, które tworzą mięśniówkę dna. W przeciwieństwie do górnego zamknięcia jamy brzusznej, które stanowi jednowarstwą płytę mięśniową (przeponę), dolne zamknięcie składa się z dwóch płyt mięśniowych: przepony miednicy oraz przepony moczowo-płciowej. Obie warstwy częściowo się pokrywają. Przepona miednicy zamyka całe wyjście miednicy poza rozworem odbytowym oraz krótkim przednim odcinkiem. Przepona moczowo-płciowa wzmacnia najsłabszy punkt dna miednicy, gdzie jest osłabiona przez przebijający się przez nią przewód moczowo-płciowy.